# Cryptovolans
Cryptovolans („Skrytý letec“) byl malý teropodní dinosaurus (asi 90 cm dlouhý), blízce příbuzný rodu Microraptor. Ve skutečnosti je velmi pravděpodobné, že se jedná o stejný rod, nikoliv o dva odlišné (žili ve stejné době a na stejném místě).

## Peří
Cryptovolans měl také velmi dobře vyvinuté letky (pernatý pokryv těla) a patřil tedy mezi opeřené dinosaury. Podle biomechanických studií byl zřejmě schopen výkonného letu, dokonce lépe než známý prapták Archaeopteryx. Autor popisu C. pauli Czerkas soudí, že všichni příslušníci čeledi Dromaeosauridae byli vlastně nelétaví ptáci.